# Garcinia serpentini
Garcinia serpentini är en tvåhjärtbladig växtart som beskrevs av A. Borhidi. Garcinia serpentini ingår i släktet Garcinia och familjen Clusiaceae. Inga underarter finns listade i Catalogue of Life.